# Kamegowdanahalli, Hunsur
Kamegowdanahalli là một làng thuộc tehsil Hunsur, huyện Mysore, bang Karnataka, Ấn Độ.